# Cukier biały

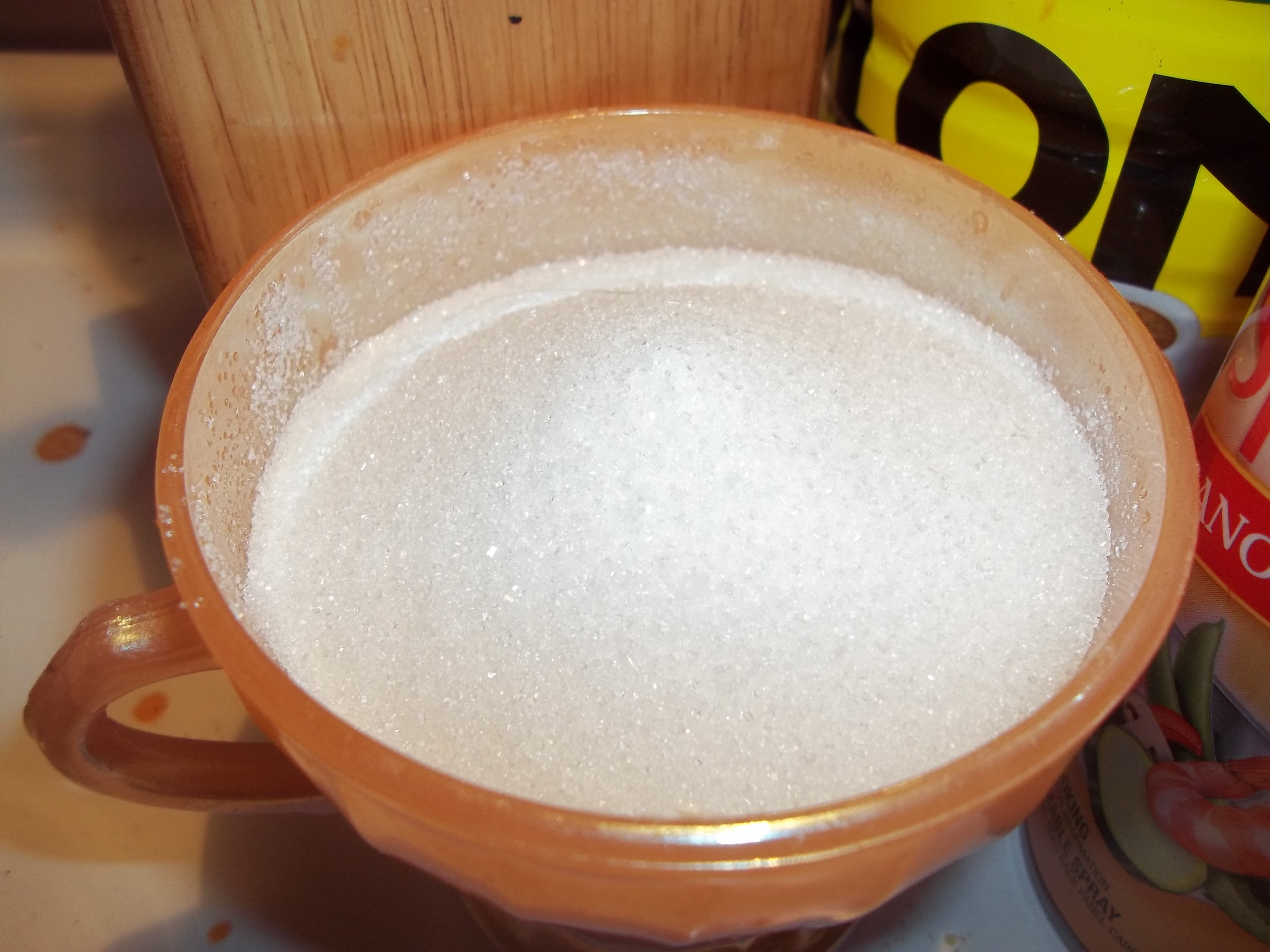
Cukier biały kryształ w misce

Cukier biały — rodzaj cukru buraczanego, wyróżniany na podstawie cech i sposobu produkcji.

## Cechy
Cukier czystszy od cukru surowego (żółtego) i cukru białego przemysłowego. Ustępuje czystością cukrowi rafinowanemu.
Cechy:
- sypki, bez zlepów i grudek
- brak obcego zapachu
- charakterystyczny słodki smak
- barwa biała do kremowej.

## Rodzaje
| nazwa sortymentu | oznaczenie | A       | min. podst. | maks. inne                |
| --- | ---------- | ------- | ----------- | ------------------------- |
| kryształ gruby | KG         | 3,15 mm | 80%         | 20% (w tym do 1% grysiku) |
| kryształ średni | KS         | 1,6 mm  | 80%         | 20% (w tym do 2% grysiku) |
| kryształ drobny | KD         | 0,71 mm | 80%         | 20% (w tym do 4% grysiku) |
| kryształ drobny specjalny | KFG        | 0,71 mm | 95%         | –                         |
| grysik | KGr        | 0,28 mm | –           | –                         |
| kryształ niesegregowany | KN         | –       | –           | –                         |
| puder | Pd         | –       | –           | –                         |
| Dla poprawienia sposobu wyświetlania tabeli wprowadzono następujące oznaczenia: - A – długość boku oczek w sicie (oczka kwadratowe), - min. podst. – minimalna ilość cukru granulacji podstawowej, - maks. inne – maksymalna ilość cukru innej granulacji. |            |         |             |                           |

## Sposób produkcji
Cukier ten wybielany jest na wirówkach za pomocą wody i pary.